# 倍速液晶
倍速液晶是为减轻液晶显示器的迟滞现象而开发的技术。由JVC在2005年12月在业界首次推出。现在生产的大屏幕液晶电视和部分高档液晶显示器基本都是用了倍速液晶技术。

## 概要
液晶技术是通过对液晶施加电场，改变液晶的偏光特性控制光线的通过来显示图像。跟从前的阴极射线管（显像管）和等离子技术相比迟滞明显。初期的液晶迟滞时间（显示前后两帧图像的间隔时间）是50～100毫秒，以PAL制式为例（50Hz）要显示活动图像迟滞时间必须达到20毫秒以下。而NTSC制式更是需要达到16.7毫秒以下。
使用不同性质的液晶和通过调整液晶中各种成分的含量比可以提高反应速度，但是反之也会增加生产成本，降低液晶的对比度和鲜艳程度。通过生产厂家的不断尝试和努力，终于研制出物理上的等速（PAL制式20ms，NTSC制式16.7ms）和倍速（PAL制式10ms以下，NTSC制式8.3ms以下）液晶。现在TN液晶的最高反应速度为4ms，VA液晶的最高反应速度为6ms，IPS液晶的最高反应速度为5.8ms左右，也就PAL制式与NTSC制式所要求速度的4倍。
如前述PAL制式和NTSC制式每秒最多传输50帧和60（59.94）帧图像信号。所以倍速液晶必须对图像进行补帧（Motion interpolation）处理。主要有如下两种方式。
- 前后画像补正。采用数字信号处理器（DSP）通过前后画像信号计算出中间画像的位置和色彩。这样显示出的图像过渡平滑，但是显示速度依赖于数字信号处理芯片，成本比较高。松下，索尼，夏普，东芝和三菱电机采用这种技术。

- 前画像补正。前画像降低亮度后重复显示。虽然实现简单，成本低，但是图像发暗。只有日立制作所采用这种技术。